# La gondola del diavolo
La gondola del diavolo è un film del 1946 diretto da Carlo Campogalliani.

## Trama
Epoca medioevale. la città di Venezia è sconvolta da una serie di inquietanti omicidi. Sospettato è un fantasmagorico e leggendario personaggio, incappucciato di nero, che compirebbe gli omicidi per poi fuggire con la propria gondola, ribattezzata dai veneziani la gondola del diavolo.

## Produzione
Uno degli ultimi film girato negli studi della Scalera alla Giudecca di Venezia (il cosiddetto Cinevillaggio dell'Italia repubblichina), prodotto da Michele e Salvatore Scalera, con il soggetto scritto da Max Calandri elaborato da un vecchio racconto medioevale. Le pellicola girata venne inviata a Roma per il montaggio effettuato da Eraldo Da Roma e per la sincronizzazione-doppiaggio presso la Fono Roma con il concorso dei doppiatori della Cooperativa C.D.C..

## Distribuzione
Il film venne distribuito nel circuito cinematografico italiano dalla Scalera Film il 21 novembre del 1946.